# Necitumumab
Necitumumab  – lek biologiczny, ludzkie przeciwciała monoklonalne  skierowane przeciwko receptorowi nabłonkowego czynnika wzrostu (EGFR).. Cząsteczka jest w fazie badań klinicznych testowana w guzach litych i raku płuca.